# Pârâul Cârlanilor
Pârâul Cârlanilor este un afluent al râului Jigărea. 

## Hărți
- Harta județului Brașov